# The Ocean Cleanup
Společnost The Ocean Cleanup provozuje oceánský a říční systém sběru odpadu. V roce 2013 ji založil Nizozemec Boyan Slat.
Oceánský systém se skládá z plovoucí bariéry ve tvaru trychtýře, kterou táhnou dvě lodě. Cílem projektu je spustit 10 nebo více asi dvoukilometrových bariér, které by byly do pěti let od spuštění schopné odstranit až polovinu odpadu ve Velké tichomořské odpadkové skvrně.
Říční systém se skládá z různých plovoucích bariér, které jsou ukotvené na břehu řeky.
Společnost také publikuje vědecké práce a odhaduje, že „1 % světových řek (~ tedy asi 1000 řek) způsobuje 80 % znečištění světových moří“.  Cílem projektu tak je rozmístit říční systémy v těchto 1000 řekách.

## Historie

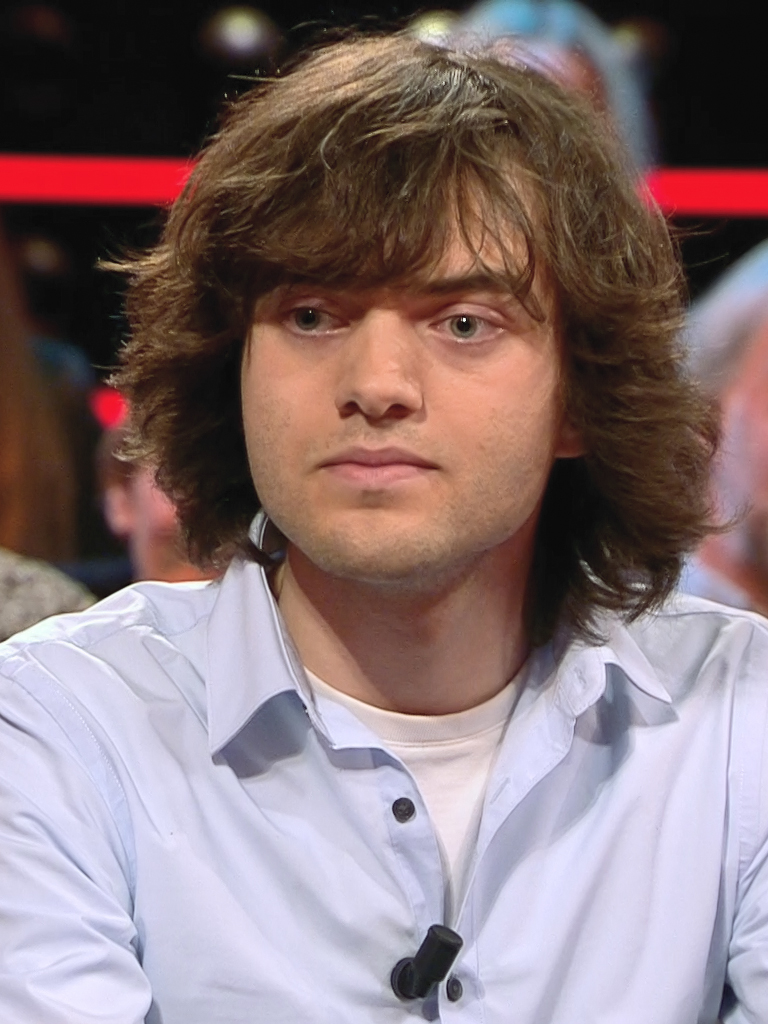
CEO a zakladatel organizace Boyan Slat v roce 2018

Boyan Slat projekt čištění oceánů navrhl v roce 2012. V říjnu toho roku nastínil tento projekt v rámci konference TED. Původní návrh sestával z dlouhých, plovoucích bariér upevněných k mořskému dnu. Zábrany měly plovoucí plasty nasměrovat na centrální plošinu, kde by byly z vody odstraněny.

### System 001
Podoba plovoucích bariér procházela na základě získaných zkušeností a testů vývojem. První prototypy vystřídal v roce 2018 System 001.
Byl nasazen 9. září 2018 ze San Francisca.  Loď Maersk Launcher odtáhla systém 240 námořních mil od pobřeží, kde byl podroben sérii testů. Skládal se z 600 metrů dlouhé bariéry, z níž visela třímetrová "sukně". Byl vyroben z HDPE a jeho součástí byly solární monitorovací a navigační systémy, včetně GPS, kamer nebo svítilen.
V říjnu 2018 byl odtažen do oblasti Velké tichomořské odpadkové skvrny. System 001 sice sbíral plastové úlomky, ale zase je ztrácel, protože bariéra nedokázala udržet stálou rychlost. Během dvou měsíců zachytil dvě tuny plastu.

### Interceptors 001-010

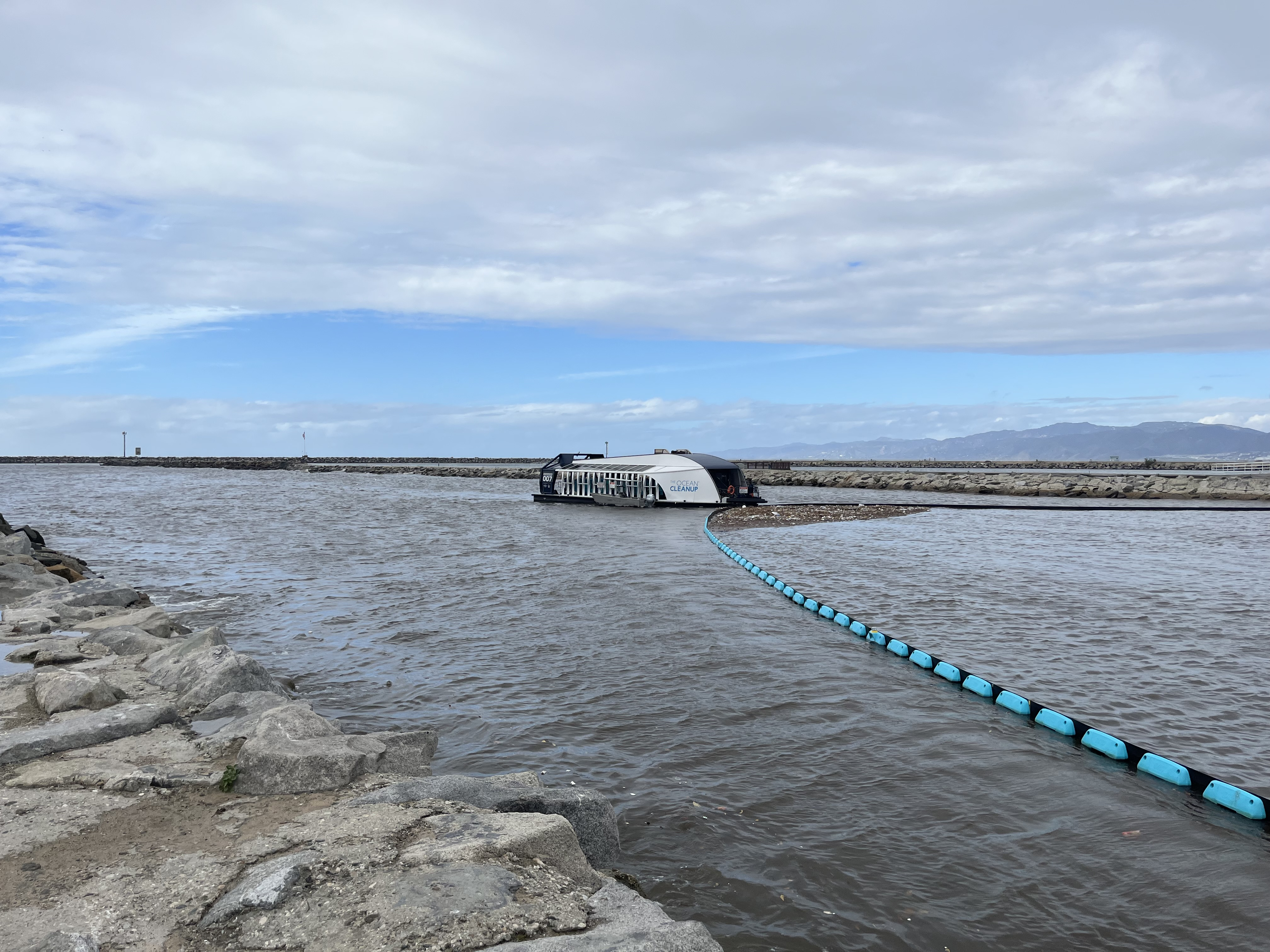
Interceptor 007 v Los Angeles

V říjnu 2019 společnost The Ocean Cleanup zprovoznila plovoucí bariéru pro čištění řek - Interceptor. Jejím úkolem je zabránit plastům z řek, aby se dostaly do oceánu. Dva systémy byly nasazeny v Jakartě (Indonésie) a v řece Klang (Malajsie). Třetí Interceptor byl nasazen v Santo Domingu v Dominikánské republice.
V květnu 2022 Ocean Cleanup vyzkoušel nový Interceptor s názvem Trashfence na Rio Las Vacas v Guatemale. V červenci 2022 byl Interceptor umístěn poblíž ústí Ballona Creek v okrese Los Angeles v Kalifornii.

### System 002, System 03
V červenci 2021 byl v oblasti Velké tichomořské odpadkové skvrny nasazen k testování nový typ bariéry - System 002. Táhly ho dvě lodi, na rozdíl od Systému 001, který byl pasivně unášen. Do prosince 2021 systém odstranil více než 150 tun plastu.
V květnu 2023 společnost umístila bariéru System 03 o délce 1750 metrů. Systém zahrnoval retenční zónu, kde je plast zadržován před vyjmutím z vody, přičemž velikost ok sítě byla zvětšena z 10 na 50 mm. Mořští živočichové, jako jsou ryby a želvy, tak mají dostat čas uniknout a větší oka mají umožnit průnik menších tvorů.
V dubnu 2024 společnost uvedla, že od roku 2019 odstranila z Velké tichomořské odpadkové skvrny a z klíčových znečišťujících řek po celém světě10 milionů kilogramů odpadu.

## Financování
The Ocean Cleanup získal v roce 2014 s pomocí crowdfundingové kampaně přes 2 miliony USD.
Od roku 2019 byla společnost financována hlavně dary a prostředky sponzorů, k nimž patří Maersk, podnikatel Peter Thiel nebo The Coca-Cola Company.
V říjnu 2020 firma na pomoc dalšímu financování představila sluneční brýle, vyrobené z plastu z Velké tichomořské odpadkové skvrny. Vyrobila 21 000 slunečních brýlí, které se prodávaly za 200 EUR za kus. Brýle se vyprodaly na začátku roku 2022.
V roce 2022 se stala globálním partnerem The Ocean Cleanup společnost Kia. V roce 2023 obdržela organizace dosud největší soukromý dar ve výši 25 milionů dolarů od Joea Gebbia, spoluzakladatele Airbnb.